# باتريك دونيلي
باتريك دونيلي (بالإنجليزية: Patrick Donnelly)‏ هو شاعر أمريكي، ولد في 25 سبتمبر 1956 في توسان في الولايات المتحدة.